# ACS Berceni
ACS Berceni a fost un club de fotbal din Berceni, Ilfov, România, care a evoluat în Liga a II-a.
La 17 noiembrie 2016 s-a retras din campionat.

## Palmares
- Liga a III-a
  - Campioană (1): 2012-2013
  - Vicecampioană (1): 2009-2010